# Santiago Comaltepec
Santiago Comaltepec là một đô thị thuộc bang Oaxaca, México. Năm 2005, dân số của đô thị này là 1386 người.